# Pisione puzae
Pisione puzae är en ringmaskart som beskrevs av Siewing 1953. Pisione puzae ingår i släktet Pisione och familjen Pisionidae. Inga underarter finns listade i Catalogue of Life.